# Elena Runggaldier
Elena Runggaldier (Bolzano, 10 de julio de 1990) es una deportista italiana que compitió en salto en esquí. Ganó una medalla de plata en el Campeonato Mundial de Esquí Nórdico de 2011.

## Trayectoria
En 2003 disputó su primera competición internacional y en 2009 debutó en la Copa Mundial. Participó en siete ediciones del Campeonato Mundial de Esquí Nórdico, de 2009 a 2019, obteniendo el segundo lugar en el año 2011, en el trampolín normal individual.
Desde 2012 compitió regularmente de la Copa Mundial, con un podio de tercer lugar en 2012 como mejor resultado. Participó en dos Juegos Olímpicos de Invierno, en los años 2014 y 2018, sin poder ubicarse dentro de los ocho primeros lugares.

## Palmarés internacional
| Campeonato Mundial | Campeonato Mundial | Campeonato Mundial | Campeonato Mundial |
| Año                | Lugar              | Medalla            | Prueba             |
| ------------------ | ------------------ | ------------------ | ------------------ |
| 2011               | Oslo (Noruega)     | Medalla de plata   | TN individual      |